# Alte Wache (Łazienki-Park)

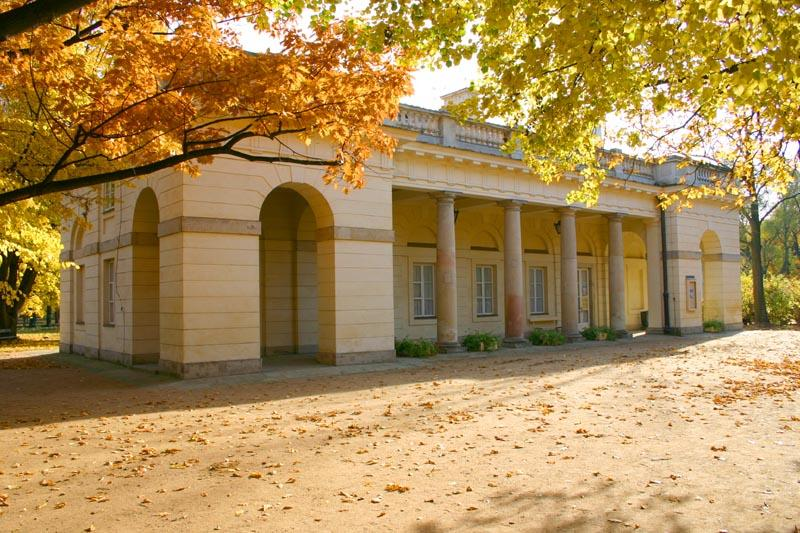
Westansicht

Die Alte Wache (polnisch: Stara Kordegarda) im Warschauer Łazienki-Park ist ein frühklassizistisches Palais, das im 18. Jahrhundert im Norden des Parkes von Johann Christian Kamsetzer für den polnisch-litauischen König Stanislaus II. August Poniatowski errichtet worden ist.

## Geschichte
Das Gebäude wurde in den Jahren 1791 bis 1792 gebaut. Sie diente den Wachen, die den Weg am Ostufer des Łazienki-Sees zum Palast auf dem Wasser bewachten. Sie wurde zunächst Neue Wache genannt, um sie von der älteren Alten Wache zu unterscheiden. Als diese 1830 umgebaut wurde, erhielt die ursprünglich Neue Wache den Namen Alte Wache und vice versa. Die Alte Wache steht mit der Front, die von toskanischen Säulen getragen wird, zum See. Nach den Beschädigungen im Zweiten Weltkrieg wurde die Alte Wache bis 1958 restauriert. Das Gebäude wird derzeit von den Museen im Łazienki-Park verwaltet.